# Бурибаева, Галия Исмаиловна
Галия Исмаиловна Бурибаева (17 января 1950 г.род Джамбул, Казахская ССР, СССР) — советская и казахская артист балета, балетмейстер
, хореограф, балетный педагог
. Заслуженный деятель Республики Казахстан (2009).

## Биография
- Галия Исмаиловна Бурибаева Родилась в 1950 году 17 января в Джамбул.
- Отец — Бурибаев Исмаил, мать — Кулбаева Роза.
- Окончила Алма-Атинское хореографическое училище им. А. Селезнева (1970). «артист балета»
- Окончила факультет хореографии Московского государственного института культуры (1975), «хореограф»
- Окончила факультет сценографии Казахской национальной академии искусств им. Т. Жургенова (2004), художник-постановщик.
- В качестве педагога-балетмейстера прошла стажировку в театре Ла Скала (2007).
- Владеет казахским, русским и английским языками.
- Личная жизнь
- Замужем. Супруг — Нуркалиев Турсынбек Абдыбаевич (1951 г. р.), Директор балетной труппы Государственного театра оперы и балета «Astana Opera», Заслуженный деятель Казахстана, профессор.
- Дочь — Нуркалиева Джамиля Турсынбековна (1978 г. р.).

## Карьера
- С 1970 по 1992 годы — солистка балета Государственного академического театра оперы и балета им. Абая (Алма-Ата).
- С 1998 по 2002 годы — балетмейстер
 Казахский государственный академический театр драмы имени М. О. Ауэзова
- С 2002 года — балетмейстер Национального театра оперы и балета им. К. Байсеитовой.
- С 2005 года — главный балетмейстер Карагандинского театра музыкальной комедии.
- С 2008 по 2010 годы — главный балетмейстер Астанинской балетной компании.
- С 2008 по 2013 годы — заведующая балетной труппой Национального театра оперы и балета им. К. Байсеитовой.
- С 2010 года — приглашенный педагог по классическому танцу в Римской национальной академии танца.
- С 2013 года — балетмейстер
 Государственного театра оперы и балета «Astana Opera»

## Творчество
- Совместно с Т. Нуркалиевым осуществила постановки балетов: «Бахчисарайский фонтан» Б. Асафьева, «Лебединое озеро» и «Щелкунчик» П. Чайковского, «Баядерка» Л. Минкуса.
- Поставила танцы в операх «Камар сулу» Е. Рахмадиева, «Абай» А. Жубанова, Л. Хамиди, а также ряд номеров для правительственных концертов и международных конкурсов артистов балета: К. Кумисбеков «Бийши каин», Н. Тлендиев «Акку», Д. Шостакович «Дорога», Г. Форе «Павана», Д. Лигети «Страх настроения», А. Хегерти «Одна история» и многие другие.
- Как педагог-репетитор Галия Бурибаева воспитала целую плеяду лауреатов международных конкурсов, звезд казахстанского балета, среди которых Мадина Басбаева, Айгерим Бекетаева, Балкия Жанбурчинова и другие.

## Государственные награды
- 2009 — Присвоено почетное звание «Заслуженный деятель Республики Казахстан» (за большие заслуги в развитии казахского хореографического искусства) (15.12.2009)[1]
- 2017 — Медаль «Ветеран труда» (Казахстан)